# Sliedrecht Sport 2018-2019 (femminile)
Questa voce raccoglie le informazioni riguardanti lo Sliedrecht Sport nelle competizioni ufficiali della stagione 2018-2019.

## Organigramma societario
Area direttiva
- Presidente: Harm van der Veen

Area organizzativa
- Team manager: Carel van Rijsbergen

Area tecnica
- Primo allenatore: Vera Koenen
- Secondo allenatore: Nienke de Waard, Dineke van Dijken
- Assistente allenatore: Judith Schep, Frank Vlot
- Scoutman: André Schild
- Mental coach: Nathalie Boudrie

Area sanitaria
- Medico: Ton Langenhorst
- Preparatore atletico: Tom Baas
- Fisioterapista: Ruben Schep, Else Roos
- Massaggiatore: Manueel therapeut

## Rosa
| N° | Nome                  | Ruolo | Data di nascita  | Nazionalità sportiva |
| -- | --------------------- | ----- | ---------------- | -------------------- |
| 1  | Christie Wolt         | S     | 5 maggio 1998    | Paesi Bassi          |
| 2  | Brechtje Kraaijvanger | O     | 30 marzo 1998    | Paesi Bassi          |
| 3  | Esther Hullegie       | S     | 7 settembre 1992 | Paesi Bassi          |
| 4  | Jolijn de Haan        | C     | 3 ottobre 2002   | Paesi Bassi          |
| 5  | Florien Reesink       | L     | 9 giugno 1998    | Paesi Bassi          |
| 6  | Fleur Savelkoel       | S     | 22 agosto 1995   | Paesi Bassi          |
| 7  | Esther van Berkel     | S     | 31 agosto 1990   | Paesi Bassi          |
| 8  | Demi Korevaar         | C     | 9 agosto 2000    | Paesi Bassi          |
| 9  | Sarah van Aalen       | P     | 21 gennaio 2000  | Paesi Bassi          |
| 10 | Carlijn Jans          | C     | 24 luglio 1987   | Paesi Bassi          |
| 11 | Ana Rekar             | P     | 19 gennaio 1995  | Paesi Bassi          |
| 12 | Denise de Kant        | C     | 27 luglio 1997   | Paesi Bassi          |
| 13 | Flore Gravesteijn     | S     | 26 aprile 1987   | Paesi Bassi          |

## Statistiche

### Statistiche delle giocatrici
| Giocatrice      | Chamapions League | Chamapions League | Chamapions League | Chamapions League | Chamapions League | Coppa CEV | Coppa CEV | Coppa CEV | Coppa CEV | Coppa CEV |
| Giocatrice      | P                 | PT                | AV                | MV                | BV                | P         | PT        | AV        | MV        | BV        |
| --------------- | ----------------- | ----------------- | ----------------- | ----------------- | ----------------- | --------- | --------- | --------- | --------- | --------- |
| J. de Haan      | 4                 | 13                | 9                 | 3                 | 1                 | 1         | 1         | 1         | 0         | 0         |
| D. de Kant      | 3                 | 11                | 3                 | 4                 | 4                 | 2         | 8         | 4         | 2         | 2         |
| F. Gravesteijn  | 3                 | 3                 | 2                 | 0                 | 1                 | 1         | 1         | 1         | 0         | 0         |
| E. Hullegie     | 1                 | 0                 | 0                 | 0                 | 0                 | 0         | 0         | 0         | 0         | 0         |
| C. Jans         | 4                 | 26                | 13                | 10                | 3                 | 2         | 21        | 10        | 8         | 3         |
| D. Korevaar     | 4                 | 14                | 7                 | 4                 | 3                 | 2         | 1         | 1         | 0         | 0         |
| B. Kraaijvanger | 4                 | 19                | 15                | 0                 | 4                 | 2         | 28        | 25        | 1         | 2         |
| F. Reesink      | 4                 | 0                 | 0                 | 0                 | 0                 | 2         | 0         | 0         | 0         | 0         |
| A. Rekar        | 4                 | 7                 | 2                 | 2                 | 3                 | 2         | 4         | 2         | 1         | 1         |
| F. Savelkoel    | 4                 | 21                | 13                | 5                 | 3                 | 2         | 27        | 22        | 2         | 3         |
| S. van Aalen    | 3                 | 3                 | 2                 | 1                 | 0                 | 2         | 4         | 2         | 1         | 1         |
| E. van Berkel   | 2                 | 7                 | 7                 | 0                 | 0                 | 2         | 6         | 5         | 1         | 0         |
| C. Wolt         | 4                 | 40                | 34                | 3                 | 3                 | 2         | 20        | 18        | 1         | 1         |

P = presenze; PT = punti totali; AV = attacchi vincenti; MV = muri vincenti; BV = battute vincenti

NB: Non sono disponibili i dati relativi alla Eredivisie, alla Coppa dei Paesi Bassi e alla Supercoppa olandese